# České Budějovice repülőtér
A České Budějovice repülőtér (IATA: JCL, ICAO: LKCS) Csehország egyik nemzetközi repülőtere, amely České Budějovice közelében található. 

## Futópályák
A repülőtér futópályái:
- 09/27 (2500 m, 45 m, beton)
- 27/09 (2500 m, 45 m)

## Forgalom
Az utasforgalom az elmúlt években az alábbi módon változott:

## Légitársaságok és úticélok
2023-ban a České Budějovice repülőtérről az alábbi járatok indulnak:
| Légitársaság | Célállomások                                           |
| ------------ | ------------------------------------------------------ |
| Mayfair Jets | Szezonális charter: Taba (kezdődik 2024 február 2-től) |
| Smartwings   | Szezonális charter: Antalya, Heraklion, Rhodes         |